# Jerlev
Jerlev er en lille by i Sydjylland med 863 indbyggere  (2025). Jerlev er beliggende tre kilometer nordøst for Ødsted, tre kilometer sydvest for Nørre Vilstrup og otte kilometer sydvest for Vejle. Byen tilhører Vejle Kommune og er beliggende i Region Syddanmark.
Den hører til Jerlev Sogn, og Jerlev Kirke samt Jerlev Kro ligger i byen.
En andelsejet dagligvarerbutik åbnede i 2010'erne.